# Elisa Debenedetti
Elisa Debenedetti (Torino, 24 maggio 1933 – Roma, 3 dicembre 2024) è stata una storica dell'arte italiana. Ha offerto un fondamentale contributo alla riscoperta del Settecento europeo, in particolare romano.

## Biografia
Figlia del critico Giacomo Debenedetti e sorella dello scrittore Antonio, si laureò all'Università degli Studi di Palermo nel 1958 con Giulio Carlo Argan. Fu professore ordinario di Storia dell'arte moderna presso l'Università di Roma "La Sapienza" e, dal 1991 al 2000, anche di Storia della tradizione classica nell'arte europea all'Università degli Studi della Tuscia di Viterbo. Insegnò inoltre presso la scuola di specializzazione in storia dell'arte medioevale e moderna di Roma dal 1994 al 2006, e fece parte del consiglio dei docenti del dottorato "Strumenti e metodi per la storia dell'arte" presso la stessa università.
I suoi studi si sono concentrati prevalentemente sul XVIII secolo, dopo una parentesi sull'arte contemporanea. Offrì un rilevante contributo alla riscoperta del Settecento a Roma e delle sue diramazioni in Europa, soprattutto in Francia e in Svezia. Effettuò numerosi interventi sul collezionismo Albani e Sforza Cesarini, nonché su Antonio Canova, Francesco Borromini, Carlo Marchionni e Giuseppe Valadier.
Curò tre volumi che compiono, per la prima volta, uno scandaglio sistematico degli architetti-ingegneri operanti a Roma a cavallo dell'età napoleonica.
Contribuì regolarmente a periodici quali Storia dell'arte, Bollettino d'Arte e Neoclassico; fu collaboratrice del dizionario Thieme-Becker e del Dizionario Biografico degli Italiani. Fece parte del Gruppo dei Romanisti e del Centro di Studi sulla Cultura e l'Immagine di Roma. Fu socia dell'Istituto Nazionale di Archeologia e Storia dell'Arte.
Diresse la rivista Quaderni sul Neoclassico dal 1973 al 1980. Fondò nel 1985 la rivista internazionale Studi sul Settecento Romano, che curò personalmente fino al volume 40.
Nel 2024, poco prima della morte, colleghi, allievi ed amici le hanno dedicato il volume in Arcadia. Saggi di storia delle arti per Elisa Debenedetti.

## Curatela di mostre
- Valadier segno e architettura, Roma 1985
- Alfa, Omega, Roma 1989
- Giovanni Battista Piranesi e la raccolta di stampe della Biblioteca Fardelliana, Trapani 1996

## Opere
- I miti di Chagall, Milano 1962
- Antonio Canova, Roma 1969
- Valadier diario architettonico, Roma 1979
- Il Cardinale Alessandro Albani e la sua Villa, Roma 1980
- I precedenti del vedutismo settecentesco: immagini di repertorio archeologico, Roma 1985
- Contributi su Carlo Marchionni, Roma 1987
- L'architettura a Roma da Clemente XI a Benedetto XIV, Roma 1988
- La pittura a Roma da Clemente XI a Benedetto XIV, Roma 1991
- Scrittura e immagine. L'espressione verbo-visiva fra scrittura e pittura, Roma 1992
- Stile e tecnica. Esempi di lettura da Giotto a Picasso, Sant'Oreste (Roma) 1993
- Esempi rinascimentali di bassorilievo, pittura e architettura, Roma 1994
- La pittura neoclassica, Roma 1997
- Francesco Borromini itinerario romano, Roma 1998
- Borrominismi, Roma 1999
- Aspetti della pittura devota fra Roma e Napoli nel Settecento: i modelli iconografici di Sant\Alfonso de Liguori pittore, in Padre Fedele da San Biagio fra letteratura artistica e pittura, Caltanissetta 2002, pp. 147-157
- L'architettura neoclassica, Roma 2003
- Palazzo Sforza Cesarini, Roma 2008
- Architetti e ingegneri a confronto l'immagine di Roma fra Clemente XIII e Pio VII, tre volumi, Roma 2006-2008, a sua cura
- Rossiano 619: Caricature. Carlo Marchionni e Filippo, Città del Vaticano 2016
- Roma e la campagna romana nella raccolta Lanciani, «Rivista dell'Istituto Nazionale di Archeologia e Storia dell'arte», n. 72, III serie, anno XL, 2017, a sua cura

## Onorificenze
- Premio di cultura della Presidenza del Consiglio dei Ministri, 1962
- Premio di cultura della Presidenza del Consiglio dei Ministri, 1979
- Premio Giacomo Lumbroso, IX edizione, 2005
- Premio Livio Giuseppe Borghese, XXVIII edizione, 2017